# Ekloga (muzyka)
Ekloga – utwór muzyczny o charakterze pastoralnym. Kompozycje fortepianowe tego typu tworzyli m.in. Václav Jan Křtitel Tomášek, César Franck, Ferenc Liszt, Antonín Dvořák, Vítězslav Novák oraz Egon Wellesz.
Terminem ekloga określa się również udramatyzowane sielanki z akompaniamentem muzycznym wystawiane na scenie w XVI i XVII wieku, głównie w Hiszpanii, gdzie powiązane były z zarzuelą. Prekursorem tego typu widowisk był Juan del Encina. W tym znaczeniu ekloga uznawana jest za jedną z wstępnych form opery.